# 山室光史
山室 光史（やまむろ こうじ、1989年1月17日 - ）は、日本の元体操競技選手。

## 略歴
茨城県古河市出身。1996年（平成8年）秋、体操競技をテレビで見たことをきっかけに小学2年生（7歳）で体操を始め、埼玉県さいたま市のサトエスポーツクラブまで母の車で通い、元中華人民共和国体操代表の呉傑の指導を受ける。2001年3月6日放送された、TBSテレビの『学校へ行こう!』のコーナー「未成年の主張」にて、古河市立古河第一小学校屋上から出演し当時の大賀茂校長を激励した。埼玉栄高校3年時に高校総体個人総合優勝を果たす。高校の上級生には坂本功貴がおり、また在学中に内村航平（東洋高校）と知り合い親交を深める。
日本体育大学体育学部体育学科に進学し、畠田好章の指導を受ける。また以後、内村とチームメイトとなる。
2009年（平成21年）にJAPAN CUP2009の日本代表に選抜されナショナルチーム入り。翌年の2010年世界体操競技選手権（ロッテルダム）が世界選手権初出場となり、つり輪で4位と健闘した。しかし個人総合では、予選のゆかでの大きなミスが響き決勝進出できなかった。
日体大卒業後の2011年（平成23年）4月、内村とともにコナミスポーツ&ライフ（現・コナミスポーツ）に入社。2011年世界体操競技選手権（東京）では、団体での銀メダルに貢献した他、個人総合とつり輪で銅メダルを獲得した。
2012年ロンドンオリンピックでは、団体総合決勝・跳馬で着地時に転倒し、左足甲剥離骨折を発症して戦線離脱。個人総合を棄権した。彩の国功労賞を受賞。
2015年のアジア体操競技選手権において、平行棒で新技が決まり「ヤマムロ」と認定された。
2016年リオデジャネイロオリンピックでは、団体総合の決勝であん馬とつり輪で演技し、金メダルを獲得。11月、紫綬褒章を受章。彩の国スポーツ功労賞受賞。
2022年3月31日にコナミスポーツを退社し、MIZUTORI SPORTS CLUBに所属を変更した。
2023年6月1日、現役引退とロンドン五輪団体総合銀メダルメンバーだった田中和仁が代表を務める田中体操クラブのコーチに就任することが発表された。

## 特徴
小柄だが筋力に定評があり、力技と跳躍技を得意としている。最大の得意種目はつり輪で、日体大の卒業論文はつり輪の「後方伸身2回宙返り2回ひねり下り」の研究だった。